# Thomas C. Chittenden
Thomas Cotton Chittenden (* 30. August 1788 in Stockbridge, Massachusetts; † 22. August 1866 in Watertown, New York) war ein US-amerikanischer Jurist und Politiker. Zwischen 1839 und 1843 vertrat er den Bundesstaat New York im US-Repräsentantenhaus.

## Werdegang
Thomas Cotton Chittenden wurde ungefähr fünf Jahre nach dem Ende des Unabhängigkeitskrieges in Stockbridge im Berkshire County geboren. Er zog nach Adams im Jefferson County. Dann studierte er Jura. Seine Zulassung als Anwalt erhielt er 1813 und begann dann in Adams zu praktizieren. Politisch gehörte er der Whig Party an.
Bei den Kongresswahlen des Jahres 1838 für den 26. Kongress wurde Chittenden im 18. Wahlbezirk von New York in das US-Repräsentantenhaus in Washington, D.C. gewählt, wo er am 4. März 1839 die Nachfolge von Isaac H. Bronson antrat. Er wurde einmal wiedergewählt und schied dann nach dem 3. März 1843 aus dem Kongress aus.
1840 wurde er zum Richter im Jefferson County ernannt – eine Stellung, die er fünf Jahre lang innehatte. Nach dem Antritt seines Richteramts zog er nach Watertown. Danach ging er wieder seiner Tätigkeit als Anwalt nach, verfolgte aber auch Bankgeschäfte. Er starb am 22. August 1866 in Watertown und wurde auf dem Brookside Cemetery beigesetzt.